# Köp mina trosor
Köp mina trosor är en svensk dokumentärserie som hade premiär på SVT Play den 17 november 2023.

## Handling
Serien kretsar kring reportern Nellie Erberth som ger sig in i sugardejtingvärlden. Hon djupdyker i frågan vad det är för fenomen egentligen. Är det en feministisk revolution där det är kvinnorna som egentligen utnyttjar männen? Eller är det bara ännu ett sätt att prostituera sig?

## Medverkande (i urval)
- Nellie Erberth